# Sergio Botana
Luis Sergio Botana Arancet (Melo, 8 de noviembre de 1964) es un economista, funcionario, docente y político uruguayo perteneciente al Partido Nacional.

## Biografía
Egresado de la Universidad de la República con el título de Economista. Docente de la Facultad de Ciencias Económicas de la Universidad de la República.
Consultor en organismos internacionales (BID, PNUD, OIT, FOMIN).
Coordinador general de la Unidad de Desarrollo Municipal de la Oficina de Planeamiento y Presupuesto, Presidencia de la República.
Participación en misiones BID: Misión de Identificación FOMIN en Programa de Desarrollo Económico Local y competitividad empresarial, Misiones de Orientación I y II en programa municipal, Misión de Análisis y Negociación en Programa Municipal.

## Ámbito político
Su actuación política comenzó en el seno del Movimiento Nacional de Rocha. A fines del siglo XX adhiere al movimiento del doctor Jorge Larrañaga. Es electo Diputado Nacional para el período 2005 al 2010. Reelecto para el mismo cargo por el período 2010 al 2015, fue nombrado por la Convención Departamental candidato a la intendencia por Alianza Nacional. El 9 de mayo de 2010 fue elegido Intendente departamental con un amplio apoyo. El 10 de mayo de 2015 fue reelecto intendente por un nuevo período.
En las elecciones parlamentarias de 2014, Botana ocupó el cuarto lugar en la lista de candidatos al Senado, siendo electo pero renunciando meses más tarde para asumir el gobierno departamental.
En las elecciones de 2019 fue elegido Senador, por el sector UNIDOS (Acuerdo electoral entre el Grupo de los Intendentes y el Herrerismo), que obtuvo tres bancas en la Cámara Alta, donde integra las comisiones de Hacienda, Transporte y Obras Públicas, Ganadería Agricultura y Pesca, y la de Asuntos Municipales.
En las elecciones internas de 2019, Botana apoyó la precandidatura de Enrique Antía, obteniendo el triunfo por alta mayoría en su departamento y una honrosa votación a nivel país.
El senador a afirmado estar a favor de derogar la tolerancia 0 de alcohol en la conducción.